# ジュール・アドレール

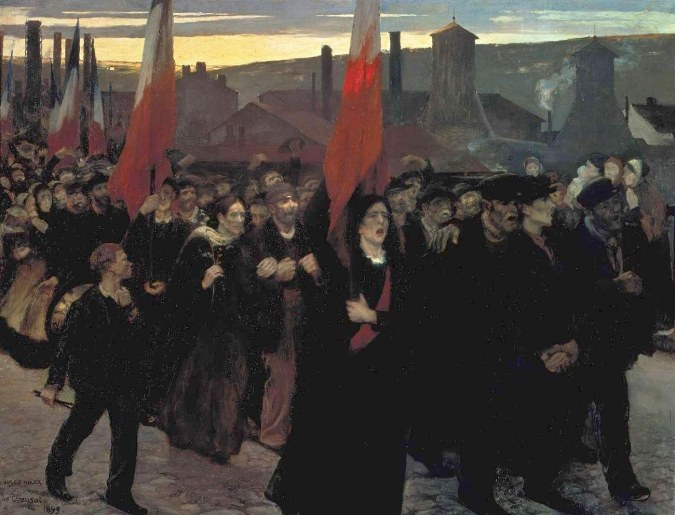
アドレール作「ル・クルーゾのストライキ(La Grève-Le Creusot)」(1899)ポー美術館蔵

ジュール・アドレール（フランス語: Jules Adler, 1865年7月8日 – 1952年6月11日）は、フランスの写実主義の画家である。「庶民の画家(le peintre des humbles)」と評され、労働運動や労働者を描いた。

## 略歴
フランス東部、オート＝ソーヌ県リュクスイユ＝レ＝バンのユダヤ系の織物商人の息子に生まれた。1882年に家族とパリに移り、パリの工芸学校(後の国立高等装飾美術学校)で、ウィリアム・アドルフ・ブグローやトニ・ロベール＝フルーリーに学んだ後、パスカル・ダニャン＝ブーベレに学んだ。1883年からは私立の美術学校、アカデミー・ジュリアンでも学び、1884年にパリ国立高等美術学校に入学した。
1888年からサロン・ド・パリに出展をはじめ、何度か賞を得た。とりわけ労働者階級を描き、美術評論家のルイ・ヴォークセルによって「庶民の画家(le peintre des humbles)」と評された。代表作の「ル・クルーゾのストライキ( La Grève-Le Creusot)」は1900年のサロンに出展された。1899年8月にドレフュス事件の再審が開かれ、再び有罪判決が出た時、アドレールの自宅はアルフレド・ドレフュスの支援者の集まる場所の一つとなった。前衛芸術家・新進芸術家の作品を展示することになるサロン・ドートンヌの設立メンバーに1903年になった。
第一次世界大戦が始まると、1914年から1918年まで、パリのピガール広場に芸術家を援助するために食堂を開き、食事や衣服を提供した。
1928年にパリ国立高等美術学校の教授になった。アドレールが教えた学生には甥のジャン・アドレール(Jean Adler:1899-1942)もいた。第二次世界大戦が始まると、甥のジャン・アドレールはアウシュビッツで殺害され、アドレールも1944年3月に逮捕され、ドランシー収容所の分所となっていたホスピスに収容されたが、殺害は免れた。
1952年にノジャン＝シュル＝マルヌの老人施設で亡くなった。